# Bennwihr
Bennwihr é uma comuna francesa na região administrativa de Grande Leste, no departamento Alto Reno. Estende-se por uma área de 6,6 km². Em 2010 a comuna tinha 1 403 habitantes (densidade: 212,6 hab./km²).